# پترو مارتا
پترو مارتا (انگلیسی: Petru Marta; ۲۱ سپتامبر ۱۹۵۲ – ۲۱ ژوئیهٔ ۲۰۲۳) کشتی‌گیر کشتی آزاد اهل اتحاد جماهیر شوروی بود.
وی در مسابقات کشوری و بین‌المللی در مجموع برندهٔ ۲ مدال طلا، ۱ مدال برنز شده‌است.